# بزرگ سیاره کوچک ۳
بزرگ‌سیاره‌کوچک ۳ (به انگلیسی: LittleBigPlanet 3) یک بازی ویدئویی به سبک سکوبازی معمایی و سومین قسمت اصلی از سری بازی‌های بزرگ‌سیاره کوچک است که توسط سومو دیجیتال توسعه یافته و به‌وسیلهٔ سونی کامپیوتر انترتینمنت در نوامبر ۲۰۱۴ برای کنسول‌های پلی‌استیشن ۳ و پلی‌استیشن ۴ منتشر شده است. این بازی برای اولین بار در کنفرانس ژوئن ای۳ ۲۰۱۴ سونی رونمایی شد. این بازی در درجه اول توسط سومو دیجیتال، با همکاری گروه ایکس‌دِو و خالق این مجموعه یعنی مدیا مولکول در ظرفیت نامشخصی توسعه یافته است.
بزرگ‌سیاره‌کوچک ۳ بلافاصله پس از انتشار به‌طور کلی با واکنش‌های مثبتی از سوی منتقدان همراه بود، که جلوه‌های بصری، حالت ایجاد، عناصر جدید روند بازی مانند اضافه شدن شخصیت‌های جدید آن مورد تحسین قرار گرفت، اما منتقدان نسبت به مشکلات فنی و کوتاه بودن حالت کمپین انتقاداتی داشتند.